# 누끼
누끼(일본어: 抜き)는 주로 시각 디자인 현장에서 쓰이는 용어로, 원본 이미지의 피사체로부터 배경을 분리하기 위해 피사체의 외곽선을 따는 것을 '누끼' 혹은 '누끼 따기'라고 지칭한다. 일본어에서 유래한 표현으로 일본어 원어인 '누키(抜き)'의 뜻은 '빼내기, 제거하기'라는 의미를 가지고 있다. 정확히는 키리누키(切り抜き)란 표현의 줄임말이다. 한국어로 순화한다면 '배경 지우기', '배경 제거' 정도로 바꿀수 있겠지만 많은 현업 종사자들은 누끼라는 용어를 그대로 사용한다.
모든 이미지가 배경이 제거되어 돌아다니는 것은 아니기 때문에 그래픽 디자인을 하다보면 누끼를 따야할 때가 많다. 아직까지는 자동화의 한계를 뛰어 넘긴 힘들기 때문에 현재까지도 대부분의 누끼따기 작업은 사람 손으로 온전히 진행하거나 자동화 도구를 사용하더라도 최종 검수는 사람이 진행하는 경우가 대부분이다.

## 방법
가장 원시적인 방법은 주변을 지우개로 지워버리는 것. 실제로 디지털 기술이 나오기 이전에는 제판소의 기술자들이 일일이 수작업으로 배경을 지우는 작업을 했다. 그러다 보니 머리카락이나 털이 있는 인물이나 동물의 경우 정밀하게 따지지 않아 어딘가 어색해 보이는 결과물을 만들어내곤 했다. 물론 기술이 발전한 지금 이러한 방식은 현재 현업에서 사용되는 경우는 거의 없으며, 그래픽 쪽 전문 지식이 없는 네티즌들이 간단한 유머 자료나 합성 소스를 만들 때 사용하곤 한다. 이런 분야는 너무 완벽하게 합성하면 포인트가 나지 않기 때문에 적절히 합성한 티를 내면서 대충 처리된 누끼가 오히려 웃음을 자아내곤 한다.
대부분의 현업에서는 어도비 포토샵이나 GIMP와 같은 그래픽 툴을 사용하여 작업을 진행한다. 포토샵에서만 하더라도 누끼를 따는 매우 다양한 방법이 있다. 어느 정도 배경과 물체의 구분이 명확하다면 포토샵의 '요술봉' 도구만 이용해도 꽤 깔끔하게 누끼를 딸 수 있다. 흰색 배경 정도는 '자동 지우개 도구'를 써도 좋으며, CC 2020에서 추가된 '개체 선택 도구' 및 '빠른 선택 도구' 등을 활용해도 유용하다. 만약 자동으로 생성된 결과물이 영 마음에 들지 않는다면 펜 툴과 패스 노가다를 활용하여 직접 따는 방법도 있다.
어느 쪽도 마땅치 않다면 결국 가장 확실한 방법은 일일이 손으로 골라 나가는 것이다. 그래서 영상이나 사진같이 아날로그를 디지털 데이터로 변환해서 누끼를 딴뒤 그부분만 합성사진이나 영상으로 재활용하여 쓰기 좋도록 크로마키를 쓰는 것이다.
요새는 직접 일일이 누끼를 따지 않아도 Draph Art, Remove.bg, 포티오처럼 AI가 알아서 누끼 제거를 해주는 서비스들도 많다. 그것뿐만 아니라 배경 이미지까지 원하는 명령으로 생성할 수 있는 AI로 누끼 따는 사이트 보관됨 2023-11-03 - 웨이백 머신 가 있다. 응용한다면 작업 시간을 매우 단축 시킬 수 있을 것이다.

## 기타
방송 쪽 은어로도 쓰인다. 이 경우 의미가 살짝 달라져서 프로그램에 필요한 부분을 미리 촬영해놓고 실제 방영 시에는 잘라서 다른 시간과 순서로 내보내는 것을 의미한다.

## 같이 보기
- 어도비 포토샵
- 어도비 일러스트레이터